# Forame intervertebral
O forame intervertebral é a abertura formada pela articulação de duas incisuras vertebrais. Através dele passam os nervos espinhais.
Seu tamanho varia conforme posição, patologia, carga de peso que a espinha suporta e postura. Os forames podem ser fechados por mudanças degenerativas devido à artrite e podem também ter lesões que ocupem seu espaço como tumores, metástases e hérnia de disco vertebral.